# Deadlock: La conquista del pianeta
Deadlock: La conquista del pianeta (Deadlock: Planetary Conquest) è un videogioco strategico a turni per Windows, pubblicato nel 1996 da Accolade.
Ha avuto un seguito due anni dopo, Deadlock II: Shrine Wars.

## Trama
Sette specie aliene (tra cui quella umana) sono interessate a colonizzare il pianeta Gallius IV. Di comune accordo decidono di risolvere la cosa combattendo sul pianeta stesso: fondano una piccola colonia ciascuno sulla superficie, che dovrà espandersi e progredire senza ricevere aiuti dallo spazio. Un'ottava razza tuttavia, gli Skirineen (non giocabili), non partecipa alla gara, ma è disponibile a fornire alle colonie beni di contrabbando attraverso il mercato nero.

## Modalità di gioco
La superficie del pianeta è suddivisa in territori, ciascun territorio a sua volta può essere visto con visuale ingrandita ed è suddiviso a sua volta in 6x6 caselle sulle quali è possibile costruire vari tipi di edifici. Ogni casella ha un tipo di terreno variabile e una diversa produttività delle varie risorse naturali (cibo, legname, ferro, energia, endurium). Per costruire sono necessari anche crediti (denaro) e altre risorse artificiali prodotte dalle colonie, come acciaio e componenti elettronici. Gli abitanti sono rappresentati da icone a forma di persone, che si possono spostare da un edificio all'altro per svolgere vari lavori, o anche (pagando un prezzo) da un territorio all'altro.
È presente un albero tecnologico.
Ci sono vari tipi di unità di terra, aria, mare e missilistiche. Le battaglie sono visualizzabili in tempo reale, ma il giocatore non ha alcun controllo sulle unità durante la battaglia, può solo assegnare loro alcuni parametri di comportamento nei turni precedenti.